# Somatina virginalis
Somatina virginalis är en fjärilsart som beskrevs av Louis Beethoven Prout 1917. Somatina virginalis ingår i släktet Somatina och familjen mätare. Inga underarter finns listade i Catalogue of Life.